# 林慶豐
林慶豐（1913年5月16日—1995年1月26日），臺灣臺南人，出生於日治時期的基督徒家庭，日本早稻田大學建築學科畢業，是臺灣戰後第一代建築師。

## 生平
林慶豐於1913年在臺南的一個基督教家庭誕生，父親林毓奇是巴克禮（Thomas Barclay）牧師的學生，父親病歿後跟隨母親投靠舅舅顏振聲，顏振聲是臺南市醫生，曾任太平境教會長老。1931年林慶豐從臺南一中（今臺南二中）畢業之後，1934年入學日本早稻田大學建築學科，1940年赴中國北京、東北（當時為滿洲國）考察，1941年以〈山麓に建つｻﾅﾄﾘｳﾑ〉（建於山腳的療養院）作為大學畢業設計。林慶豐是臺灣人中最早留學日本接受高等建築教育的數人之一，也是臺灣戰後第一代建築師，1995年過世。

## 職業生涯
林慶豐於早稻田大學畢業後曾任職當時日本五大建設之首的鹿島建設株式會社，擔任建築技術者，一年後成為鹿島建設三位鋼骨結構工程師之中的一位。因他能通日語、英語，1946年時擔任駐日美國陸軍第八軍技術本部結構工程師，當時主要工作為修築機場跑道及機場建築。後來於1947年回到臺北開業執行建築業務，早期參與兩大臺灣建築團體的成立，一為1949年時，與關頌聲、羅阿章發起成立臺灣省建築技師公會（建築師公會前身）；另一為1959年時，參與成立中華民國建築學會（後改名為臺灣建築學會）。並於1967年獲得中華民國第一屆十大優秀建築師建築金鼎獎（其他獲獎者有王大閎、楊卓成、沈祖海、陳其寬、修澤蘭、林柏年、陳仁和等人），另於1988年獲得日本建築學會名譽會員，是臺灣人中第一位獲獎者。

## 主要建築設計作品
- 大學畢業設計〈山麓に建つｻﾅﾄﾘｳﾑ〉（建於山腳的療養院）（1941）[5]
- YMCA萬華會所（1951）[10]
- YMCA城中會所會友寄宿舍（1952）[10]
- 臺灣基督長老教會聖望教會（1952）[10]
- 東海大學校園規劃設計（1954，與吉阪隆正共同設計），獲校方舉辦公開競圖第一名[10]
- 臺灣神學院禮拜堂（1958）[10]
- 臺灣水泥大樓（1959），獲指名競圖第一名，竣工時為當時民間興建最高層之電梯辦公大樓。[11]
- 玉山神學院禮拜堂（1961）[10]
- YMCA萬華會所增建（1962）[10]
- 國語日報大樓（1962）[10]
- 臺南神學院研究院（1962）[10]
- 臺南神學院頌音堂（1963）[10]
- 臺北新生教會（1963）[10]
- 泰安產物保險公司大樓（1965）[10]
- 彰化基督教醫院中華院區二、三期工程（1966）[10]
- 羅東博愛醫院增改建（1968）[10]
- 臺灣造船公司俱樂部（1968），獲競圖第一名[10]
- 經濟部北區技術訓練中心（1968），獲競圖第一名[10]
- 新聲戲院（1968）[10]
- 臺灣肥料大樓（1970）， 獲競圖第一名[10]
- 臺灣基督長老教會雙連教會（1973）[10]
- 彰化銀行建成分行（1985），設計圖獲收錄於《中華民國第九屆全國美術展覽會專輯》[10]

## 宗教相關建築作品
林慶豐身為基督徒，承接過許多教會與YMCA等信仰組織委託的建築案，如臺灣基督長老教會聖望教會（1952）、臺灣神學院禮拜堂（1958）、玉山神學院禮拜堂（1961）、YMCA萬華會所（1962） 、臺南神學院研究院（1962）、臺南神學院頌音堂（1963）、臺北新生教會（1963）、彰化基督教醫院中華院區第二期及第三期工程（1966）、YMCA城中會所大樓（1975）、臺灣信義會救恩堂（1976）。